# Opium

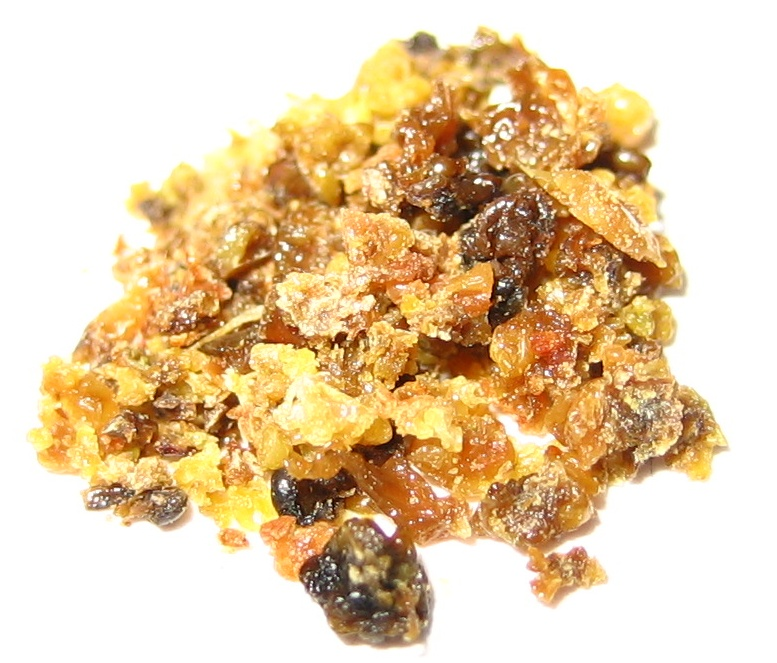
Surové opium

Opium (slangově mj. óčko) je zaschlá šťáva získaná z nezralých makovic máku setého (Papaver somniferum). Jedná se o rostlinnou látku významnou svým obsahem alkaloidů, především morfinu, jenž působí jako opiát. K řadě dalších látek patří např. kodein (rovněž opiát), noskapin, papaverin, či thebain. Obsah opiátů propůjčuje opiu silně narkotický účinek spojený s utišením bolesti, pocitem klidného blaha (euforie) a celkovým útlumem organismu.
Opium je využíváno farmaceutickým průmyslem k izolaci alkaloidů, které nacházejí využití jako velmi účinná analgetika a antitusika. Podstatná část zásob opia je nicméně zneužita k výrobě polosyntetického diacetylmorfinu (heroinu). Zbytek je poté využíván samotnými pěstiteli a blízkými spotřebiteli.

## Etymologie
Název opium pravděpodobně pochází z řeckého slova opion – maková šťáva nebo opos – rostlinná šťáva.

## Produkce opia

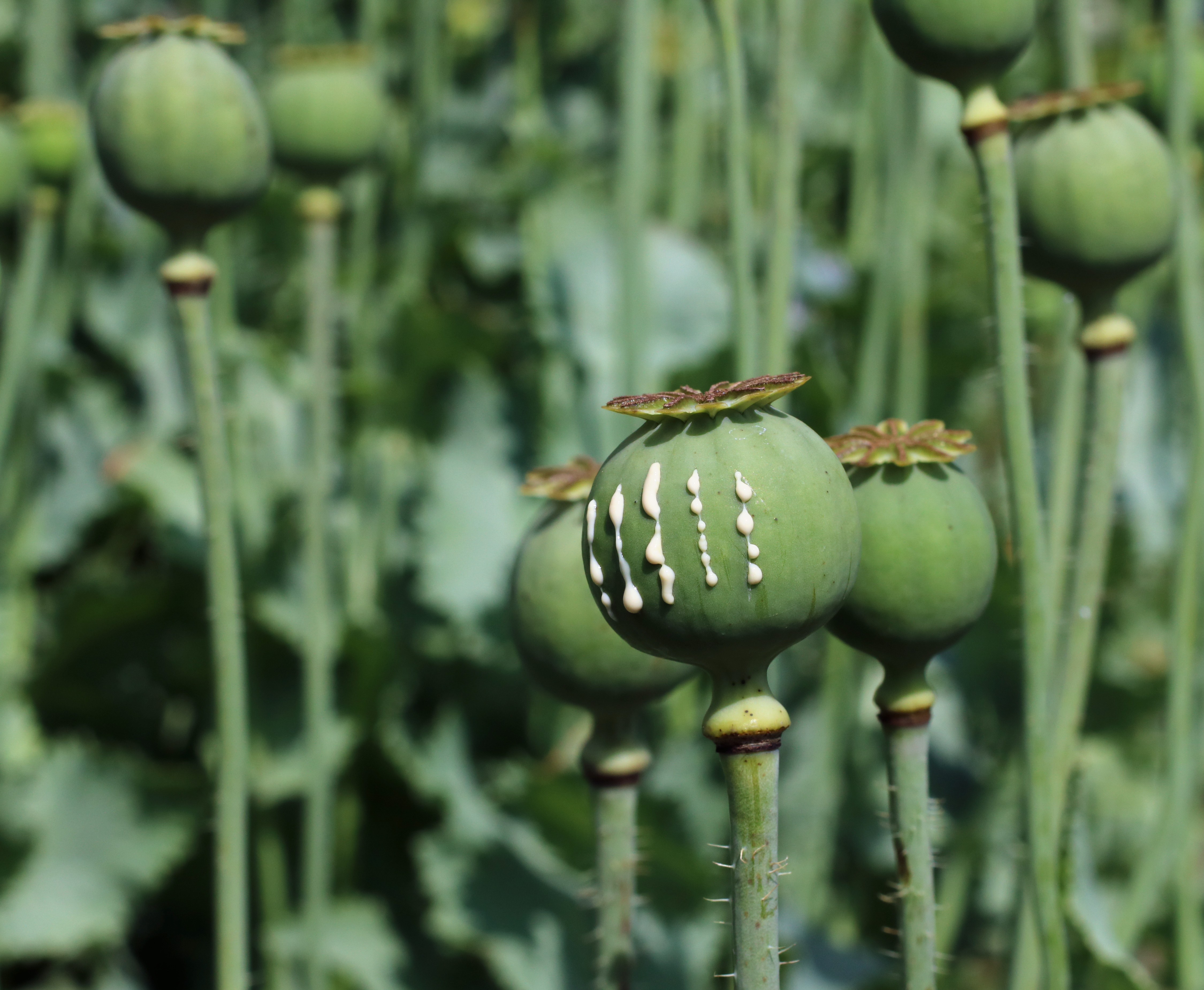
Latex prýštící z makovic

Opium se získává z máku setého, k získávání opia jsou však vhodné pouze některé odrůdy máku. Na tobolkách nezralých makovic se pomocí speciálního nože vytváří mělké zářezy, ze kterých vytéká lepkavá tekutina – latex. Ten na vzduchu rychle tuhne a mění se na tvrdou tmavohnědou hmotu – opium které v tomto stadiu obsahuje 10 až 15 % morfinu. Opium se z makovic seškrabuje a tvaruje do briket o hmotnosti 0,5–1,5 kg, popř. se tvaruje do bochníků. Drogu pěstitelé předávají do ilegálních laboratoří, kde se dále zpracovává; část úrody se však dostává přímo ke spotřebitelům.
Největším producentem opia je Afghánistán, jehož produkce je odhadována na 6 000 až 8 000 tun ročně. Nejkvalitnější surovina se pěstuje v oblasti tzv. zlatého trojúhelníku, jejž tvoří Thajsko, Barma a Laos. Například v Thajsku se roční produkce opia pohybuje pouze okolo 40–60 tun. Máku setému (Papaver somniferum var. album; mák uspávající, bělokvětá forma) využívanému k produkci opia se také daří v Číně, Íránu, Pákistánu, Afghánistánu, Turecku, Indii a dokonce i v Austrálii.

## Zpracování

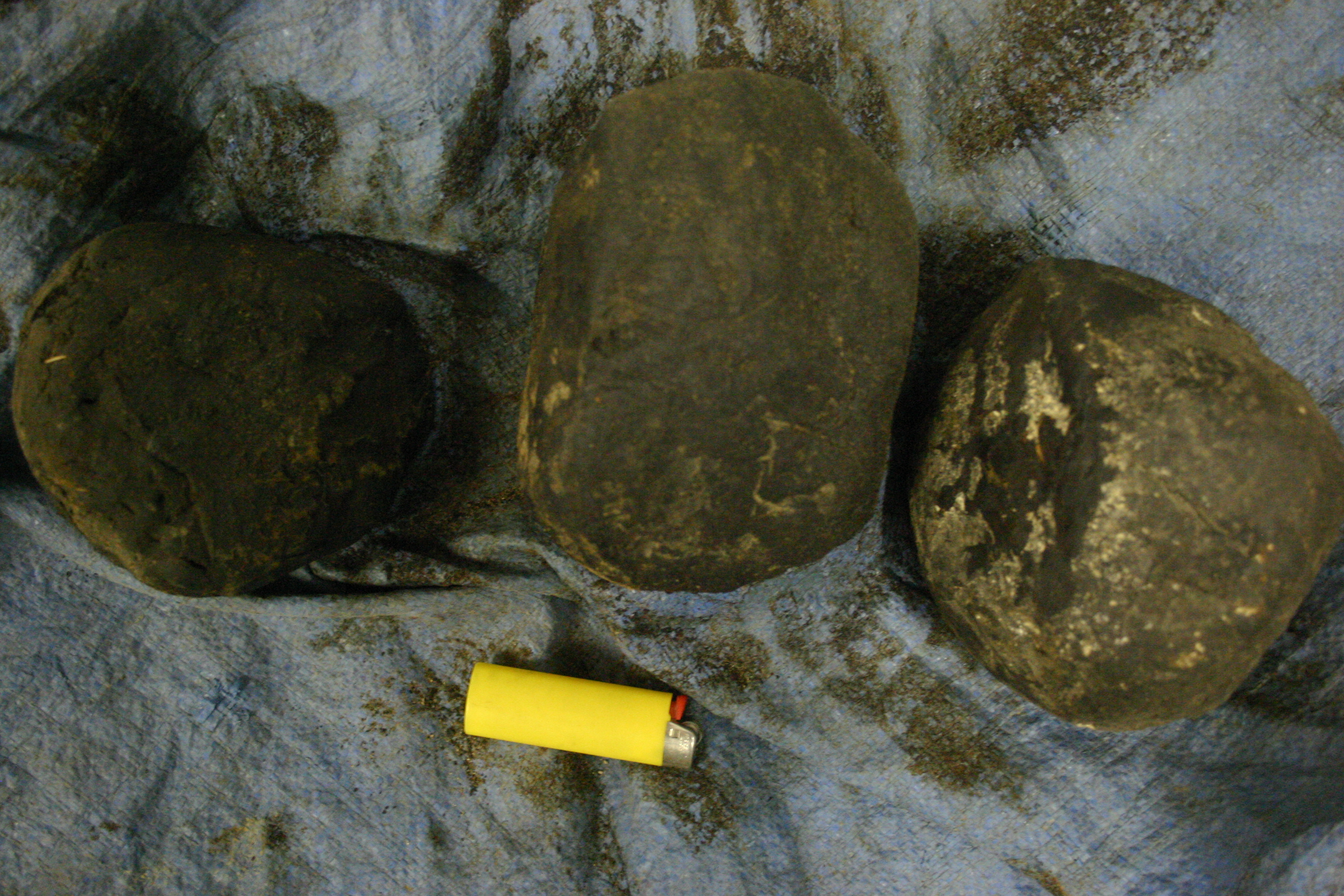
Hroudy opia zabavené v Afghánistánu

Surové opium se nejčastěji používá jako základní surovina pro výrobu dalších drog. Jedním z nich je galí, drobná kulička méně čistého opia. Tato droga je oblíbená zejména v Indii, kde si kuličky vkládají pod jazyk a zapíjejí je silným čajem.
Opakovaným převařováním, filtrováním a zahušťováním vodného roztoku opia se droga zbavuje většiny příměsí. Vzniká tak tzv. čandu, které je nabízeno hlavně na orientálním trhu. Využívá se i popel z čistého opia kouřeného v dýmce, tzv. dross. Pro svůj nízký obsah účinných látek je velmi levný a vyhledávají jej nejnižší sociální vrstvy.
Nejdůležitějším přírodním alkaloidem opia je morfin. Distribuuje se ve formě prášku nebo roztoku. Zpracováním morfinu vzniká polosyntetický preparát diacetylmorfin, známý zejména pod názvem heroin. Mezi syntetické opiáty patří i některé léky používané pro tlumení bolestí, např. u onkologických pacientů.

## Způsoby užívání

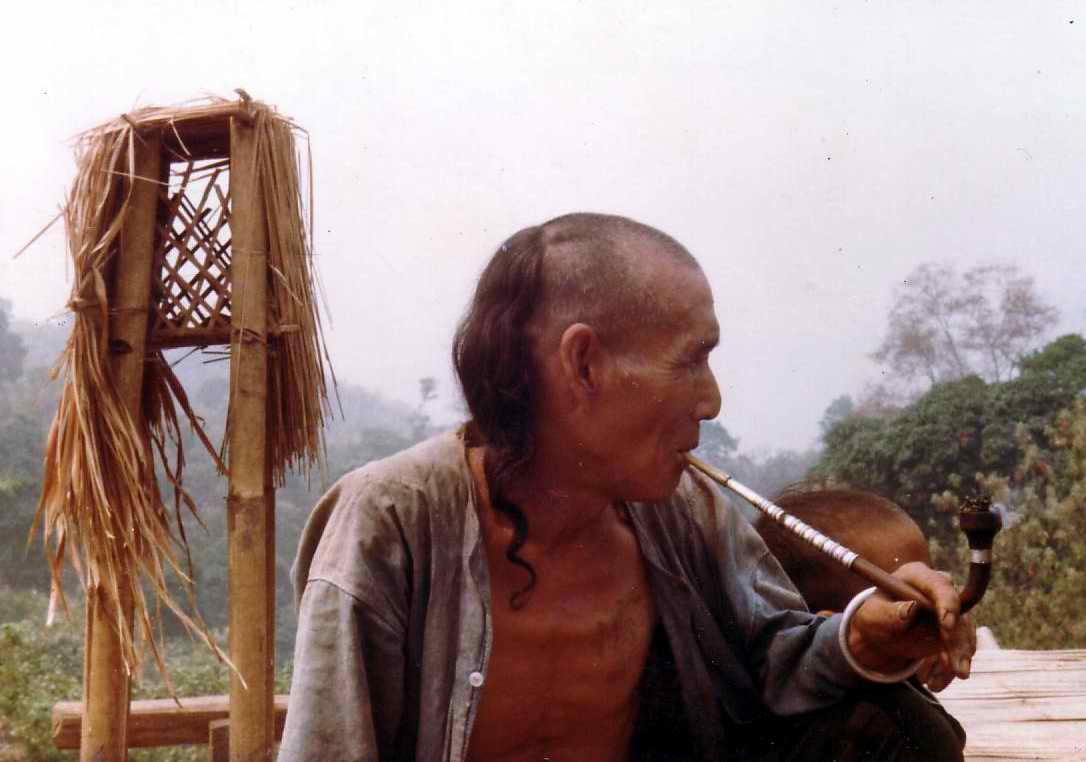
Muž z etnické skupiny Akha v Číně kouřící opium

V minulosti se opium nejčastěji kouřilo. Při kouření se vdechuje dým přímo ze surového opia, případně ze směsi opia a hašiše nebo tabáku. Dnes se v Malé Asii prodává opium často ve formě tablet.
Nový způsob užívání opia nepřímo objevil rakouský lékař, přírodovědec a filosof Paracelsus. Při experimentech se mu podařilo rozpustit opium v alkoholu, čímž vznikl polosyntetický preparát nazvaný „laudanum“ s vlastnostmi drogy.
Po roce 1853, kdy Charles Pravaz vynalezl injekční jehlu a stříkačku, se rozšířilo podkožní aplikování morfia. Výhodou je konzumace bez pociťované nepříjemné chuti a žaludečních nevolností.

## Účinky drogy
Při změnách vědomí vyvolaných opiem se narkoman dostává do stavu euforie a ztrácí pocit tělesné a duševní bolesti. Opium nevyvolává fantastické vize; opojení se omezuje na mírnou a pokojnou extázi. Po několika hodinách takovéhoto stavu toxikoman usíná, po probuzení na něj však doléhají nepříjemné abstinenční příznaky.
Při morfinismu je euforie mnohokrát výraznější. Opojený je klidný, šťastný a vyrovnaný. Zvyšuje se jeho sebevědomí a duševní aktivita. I v tomto případě však po vystřízlivění dochází k projevům abstinenčních příznaků, jako například deprese, průjem, zvracení, poruchy krevního oběhu.
Typickým příznakem užívání morfinu (a opiátů obecně) jsou nápadně zúžené zorničky, tedy právě naopak než u stimulantů.